# Apostelen van Bahá'u'lláh
De apostelen van Bahá'u'lláh waren negentien vooraanstaande vroege volgelingen van Bahá'u'lláh, de grondlegger van het bahá'í-geloof. De apostelen werden aangewezen door Shoghi Effendi, de behoeder van het bahá'í-geloof.
Deze personen speelden een belangrijke rol in de ontwikkeling van het bahá'í-geloof, de consolidatie van haar aanhangers en het verspreiden van haar leer over de hele wereld. Voor bahá'ís vervullen zij een soortgelijke rol als de zonen van Jakob, de apostelen van Jezus, Mohammeds metgezellen, of de Bábs Letters van de Levende.

## Lijst
1. Mírzá Músá
2. Badí'
3. Sultánu'sh-Shuhada'
4. Hájí Amín
5. Mírzá Abu'l-Fadl
6. Varqá
7. Mírzá Mahmúd
8. Hají Ákhúnd
9. Nabíl-i-Akbar
10. Vakílu'd-Dawlih
11. Ibn-i-Abhar
12. Nabíl-i-A`zam
13. Samandar
14. Mírzá Mustafá
15. Mishkín-Qalam
16. Adíb
17. Shaykh Muhammad-'Alí
18. Zaynu'l-Muqarrabín
19. Ibn-i-Asdaq